# Xysticus helophilus
Xysticus helophilus är en spindelart som beskrevs av Simon 1890. Xysticus helophilus ingår i släktet Xysticus och familjen krabbspindlar. Inga underarter finns listade i Catalogue of Life.